# 蒲莲镇
蒲莲乡，是中华人民共和国重庆市巫溪县下辖的一个乡镇级行政单位。

## 行政区划
蒲莲乡下辖以下地区：
桐元村、莲花村、三合村、兴鹿村、中柱村、玉田村、橘龙村、柏安村和双安村。